# Eva Barois de Caevel
Eva Barois de Caevel, née le 26 juillet 1989 à Arras, est une commissaire d'exposition indépendante, critique d'art et éditrice française.

## Biographie

### Jeunesse et formation
Eva Barois de Caevel est née en France de père sénégalais et de mère française ; elle grandit sans connaître son père. Elle se rend à Paris à l'âge de 18 ans pour suivre des études en classes préparatoires littéraires au lycée Louis-le-Grand, puis elle obtient une licence d'histoire de l'art, un master d'histoire de l'art, avec une spécialisation art contemporain et films d'artistes, art vidéo. Elle est également titulaire d'un master de commissariat d'exposition professionnel « L'art contemporain et son exposition » à l'universite Paris 3 - Sorbonne Nouvelle.

### Carrière
Elle commence sa carrière chez Red Shoes où elle travaille au développement de projet de vidéos d'artistes, puis son travail la mène à Tanger, à Madagascar et enfin à Dakar.
Lors de son premier séjour dans la capitale du Sénégal, elle y fait une rencontre essentielle avec Koyo Kouoh, fondatrice de la Raw Material Company, centre pour l'art, le savoir et la société, à Dakar. Elle est recrutée comme commissaire assistante « at large »[Quoi ?] et contribue comme coordinatrice au développement de la future RAW Académie.
Elle est l'une des fondatrices et membre du collectif international de commissaires d'exposition Cartel de Kunst, créé à Paris en 2012.

### Prix
En 2014, elle est récompensée par l'International Vision Curator Award, décerné par le collectif new-yorkais Independent Curators International (en) à New York.

## Travaux
En tant que commissaire et chercheuse, elle est intervenue dans de nombreuses conférences et colloques internationaux, en performant parfois ses propres textes. Ses champs de travail sont le féminisme, les études post-coloniales, le corps et les sexualités, la critique de l'histoire de l'art occidentalo-centrée ainsi que le renouvellement de l'écriture et de la parole critique. Elle essaie de faire son travail « en ayant toujours à l’esprit les relations de pouvoir entre continents, pays, personnes », et dit essayer de les transformer dès qu'une petite prise de pouvoir s'amorce.

## Expositions
- 2025 : Paris noir. Circulations artistiques et luttes anticoloniales, 1950 – 2000, Centre Pompidou, co-commissaire avec Alicia Knock

- 2016 : Still (the) Barbarians, EVA International Ireland Biennal, co-commissaire avec Koyo Kouoh[5]
- 2014 : Qui a dit que c’était simple, à Raw Material Company, Dakar, commissaire[6]
- 2013 : The Floating Admiral, Palais de Tokyo, Paris, commissariat collectif avec Cartel de Kunst[7] Une proposition d’Ana Mendoza Aldana, présentée dans le cadre de la saison « Nouvelles Vagues ».
- 2012 : Temps étrangers, Mains d'œuvres, Saint-Ouen, co-commissaire

## Publications
Eva Barois de Caevel a publié de nombreux textes dans des catalogues d’expositions ainsi que dans des revues spécialisées (IAM, AFRIKADAA, Offshore, Something We Africans Got…).
- CATPC - Cercle d'art des travailleurs de plantation congolaise, Eva Barois De Caevel, Els Roelandt, Sternberg Press, 2017
- Capc 2023-1973 : une histoire d'expositions, textes de Sandra Patron, Eva Barois de Caevel, Marc Sanchez… et al., Paris, CAPC - musée d'Art contemporain de Bordeaux  (ISBN 978-2-37372-177-5)